# Суфиа
Суфиа (на малгашки: Sofia) е един от двадесет и двата региона на Мадагаскар, в провинция Махадзанга, в северозападната част на страната и има излаз на Индийския океан. Населението на региона, по преброяване от май 2018 година, е 1 500 227 души, а площта му е 50 100 km². Административен център е град Анцухихи.
Името на региона идва от едноименната река Суфиа.

## Административно деление
Разделен е на 7 окръзи и 106 общини:
- Аналялява
- Анцухихи
- Беалянана
- Буризини-Ваувау
- Северна Бефанджиана
- Мампикуни
- Манджицара